# Frithjof Rüde
Frithjof Rüde, Pseudonym: Ferdinand Terpe, (* 19. Juli 1905 in Penig; † 28. Februar 1970 in Leipzig) war ein deutscher Schauspieler und Regisseur.

## Leben
Der Sohn eines Justizrates besuchte von 1919 bis 1923 das Königin-Carola-Gymnasium in Leipzig. Anschließend wandte er sich der Schauspielerei zu. Mitte der zwanziger Jahre trat er auf den Bühnen von Gotha und Berlin auf. Eine seiner ersten größeren Rollen war die Titelfigur in Friedrich Forsters Stück Der Graue, das die Versuchsbühne Berlin in einer Nachtvorstellung zur Aufführung brachte.
Frithjof Rüde war von 1929 bis zur Scheidung 1937 verheiratet mit Charlotte, geborene Kummer. Sie hatten einen Sohn. Im Jahr 1932 veröffentlichte Rüde als Mitarbeiter der Weltbühne seine Rede an den brotlos werdenden Menschen.
Während der Zeit des Nationalsozialismus spielte er in den 1940er Jahren unter dem Pseudonym Ferdinand Terpe kleinere Rollen in deutschen Filmen mit teils propagandistischen Inhalten. Das Pseudonym Terpe leitet sich her von Terpsichore, Muse der Chorlyrik und des Tanzes; Ferdinand ist ursprünglich aus den gotischen Elementen *frith „Friede, Schutz vor Waffengewalt“ und *nanth „Kühnheit“ zusammengesetzt.
Nach dem Zweiten Weltkrieg führen ihn Engagements als Schauspieler und Regisseur an die Bühnen in Halle, Gera und Meiningen. Von 1955 bis 1969 war er Mitglied des Ensembles der Städtischen Bühnen in Leipzig. Hier führt er 1964 Regie bei der deutschen Erstaufführung von Johannes R. Bechers Drama Winterschlacht. Daneben wirkte er auch in Produktionen der DEFA mit.

## Filmographie (Auswahl)
- 1940: Der Fuchs von Glenarvon
- 1940: Friedrich Schiller – Der Triumph eines Genies
- 1941: Ohm Krüger
- 1941: Mein Leben für Irland
- 1954: Stärker als die Nacht
- 1954: Ernst Thälmann – Sohn seiner Klasse
- 1955: Ernst Thälmann – Führer seiner Klasse
- 1959: Erich Kubak
- 1961: Der Fremde
- 1962: Lyudi i zveri (Menschen und Tiere)
- 1965: Solange Leben in mir ist